# Stefan Appelius

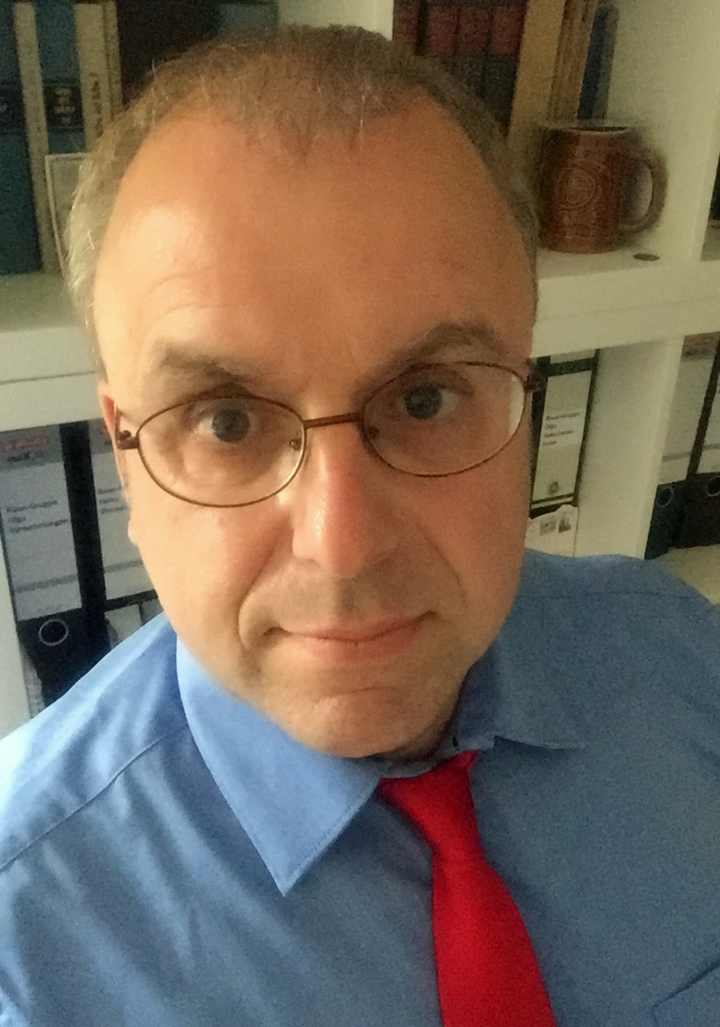
Stefan Appelius (2016)

Stefan Appelius (* 26. März 1963 in Flensburg) ist ein deutscher Politikwissenschaftler, Hochschullehrer und Publizist.
Appelius promovierte 1992 an der Universität Oldenburg über die bürgerliche Friedensbewegung. 2000 habilitierte er sich ebendort mit einer Schrift über den SPD-Exil- und Presse-Politiker Fritz Heine und erhielt die Venia Legendi für Parteien und politisch-soziale Bewegungen. 2007 wurde er in Oldenburg zum außerplanmäßigen Professor ernannt. An der Universität Potsdam war er 2009-2017 als Lehrbeauftragter tätig.
Seit 2010 Angehöriger des Forschungsverbundes SED-Staat an der FU Berlin.
2019-2021 wissenschaftlicher Mitarbeiter Forschungsverbund SED-Staat an der FU Berlin (Forschungsprojekt Verlängerte Mauer).
Seit 2021 Aufbau der Gedenkstätte Hoheneck in Stollberg/Erzgebirge.
Von 2012 bis 2013 war Appelius Pressesprecher der Piratenfraktion im Schleswig-Holsteinischen Landtag.

## Schriften (Auswahl)
Als Autor:
- mit Bernd Feuerlohn: Die braune Stadt am Meer. Wilhelmshavens Weg in die Diktatur. VSA, Hamburg 1985, ISBN 3-87975-332-6.
- Die Stunde Null, die keine war. Restauration und Remilitarisierung in Wilhelmshaven. VSA, Hamburg 1986, ISBN 3-87975-381-4.
- Zur Geschichte des kämpferischen Pazifismus. Die programmatische Entwicklung der Deutschen Friedensgesellschaft 1929–1956. Bis, Oldenburg 1988, ISBN 3-8142-0293-7.
- Pazifismus in Westdeutschland. Die Deutsche Friedensgesellschaft 1945–1968. 2 Bände. Mainz, Aachen 1991; 2. Auflage 1999, ISBN 3-89653-461-0.
- Heine. Die SPD und der lange Weg zur Macht. Klartext, Essen 1999, ISBN 3-88474-721-5.
- Bulgarien. Europas ferner Osten. Bouvier, Bonn 2006, ISBN 978-3-416-03154-7.
- mit Armin Fuhrer: Das Betriebssystem erneuern. Alles über die Piratenpartei. Berlin-Story, Berlin 2012, ISBN 978-3-86368-056-5.
- Die Spionin. Olga Raue – CIA-Agentin im Kalten Krieg . Rowohlt, Reinbek 2019, ISBN 978-3-498-00100-1.
- Fluchtweg Bulgarien. Die verlängerte Mauer an den Grenzen zur Türkei, Jugoslawien und Griechenland (= Studien des Forschungsverbundes SED-Staat an der Freien Universität Berlin). Peter Lang, Berlin, Bern, Bruxelles, New York, Oxford, Warszawa, Wien 2019, ISBN 978-3-631-78883-7.
- mit Lothar Wieland: Reden zur Eröffnung des Fritz-Küster-Archivs, BIS-Verlag Oldenburg 1989

Als Herausgeber:
- Otto Oertel: Als Gefangener der SS. Hrsg. und bearbeitet von Stefan Appelius. Mit einem Vorwort von Bernt Engelmann. Bis, Oldenburg 1990, ISBN 3-8142-0238-4.
- Theodor Michaltscheff: Die unverwüstliche Opposition: Geschichte der bundesdeutschen Friedensbewegung 1945–1960. Aus dem Nachlass hrsg. und bearbeitet von Stefan Appelius. Bis, Oldenburg 1994.
- „Der Teufel hole Hitler“. Briefe der sozialdemokratischen Emigration. Klartext, Essen 2003, ISBN 978-3-8847-4824-4.
- Alma Kettig: Verpflichtung zum Frieden, BIS-Verlag Oldenburg, 1990
- Fritz Küster: Der Frieden muß erkämpft werden, BIS-Verlag Oldenburg, 1989
- Albert Schulz: Erinnerungen eines Sozialdemokraten, BIS-Verlag Oldenburg, 2000
- Zenon Rozanski: Mützen ab. Eine Reportage aus der Strafkompanie des KZ Auschwitz. BIS-Verlag Oldenburg, 1991